# なかむらるみ
なかむら るみ（1980年 - ）は日本のイラストレーター。

## 経歴
東京都新宿区出身。
武蔵野美術大学造形学部デザイン情報学科卒業。学生時代より、「おじさん」のおもしろさに興味を持ち始める。
2011年、『おじさん図鑑』（小学館）を出版。13万部のヒット。
2022年、「兵馬俑と古代中国展」（上野の森美術館）のキャラクターデザインを担当。
2024年には、ピンクは女の子の色なのかと疑問を抱き、それを解き明かすための絵本『かっこいいピンクをさがしに』（福音館書店）を出版した。
2016年より、東京新聞WEBサイト、ぐるり東京-泉麻人『町喫茶さんぽ』のイラストを担当している。

## 著書
- 『おじさん図鑑』小学館、2011年
- 『おじさん追跡日記』文藝春秋、2013年
- たくさんのふしぎ3月号『かっこいいピンクをさがしに』福音館書店、2024年